# مخيم عالمي (مرشدات)
كانت هناك عدة مخيمات عالمية عقدت من قبل مرشدات وفتيات الكشافة فقد عقد أول مخيم في عام 1924. المخيم العالمي للمرشدات تنظمه الرابطة العالمية للمرشدات وفتيات الكشافة، على عكس المخيم الكشفي العالمي، وليس اسمه مخيم عالمي مع عدد ترتيبي، وليس هناك محاولة لللإحتفاظ به على فترات منتظمة.